# كلية الطب (جامعة حلوان)
كلية الطب جامعة حلوان هي كلية للطب بجامعة حلوان أنشأت بقرار جمهوري عام 2013 وتقع جنوب غرب الحرم الجامعي لجامعة حلوان بعين حلوان بالقاهرة. تجري الدراسة فيها بنظام الساعات المعتمدة وتستغرق الدراسة 6 سنوات. بها 35 قسما وتمنح درجة البكالوريوس في الطب والجراحة.

## أقسام الكلية
تحتوي الكلية على 35 قسمًا هي:
- التشريح وعلم الأجنة
- الفسيولوجيا الطبية
- الكيمياء الحيوية الطبية والبيولوجيا الجزيئية
- الهستولوجيا
- الباثولوجيا
- الفارماكولوجيا الطبية
- الميكروبيولوجيا الطبية والمناعة
- الطفيليات الطبية
- طب الأسرة
- طب المجتمع والبيئة وطب الصناعات
- الطب الشرعي والسموم الإكلينيكية
- أمراض الباطنة العامة
- طب الأطفال
- الجراحة العامة
- الأمراض الصدرية
- الأمراض الجلدية والتناسلية والذكورة
- طب المخ والأعصاب والطب النفسي
- الأمراض المتوطنة
- أمراض القلب والأوعية الدموية
- الروماتيزم والتأهيل
- الباثولوجيا الإكلينيكية والكميائية
- التخدير والعناية المركزة الجراحية
- الأشعة التشخيصية والتداخلية
- علاج الأورام والطب النووي
- طب الحالات الحرجة
- التوليد وأمراض النساء
- طب وجراحة العيون
- الأنف والأذن والحنجرة
- جراحة المسالك البولية والتناسلية
- جراحة العظام
- جراحة المخ والأعصاب
- جراحة القلب والصدر
- جراحة التجميل
- جراحة الأوعية الدموية
- طب وصحة المسنين

## المستشفيات التابعة
- مستشفى جامعة حلوان.
- مستشفى بدر الجامعي.
- مستشفى طلبة جامعة حلوان.

## روابط خارجية
- لائحة الكلية نسخة محفوظة 27 أغسطس 2019 على موقع واي باك مشين.
- موقع الكلية الإلكتروني